# William Bostock
 (janvier 2017).
Si vous disposez d'ouvrages ou d'articles de référence ou si vous connaissez des sites web de qualité traitant du thème abordé ici, merci de compléter l'article en donnant les références utiles à sa vérifiabilité et en les liant à la section « Notes et références ».
Pour les articles homonymes, voir Bostock.
William Dowling « Bill » Bostock, né le 5 février 1892 à Sydney et mort le 28 avril 1968 à Benalla, est un militaire puis député australien.
Pendant la Seconde Guerre mondiale, il a la responsabilité du RAAF Command, la principale formation opérationnelle de la Royal Australian Air Force (RAAF), chargée de la défense du pays et des intérêts australiens contre les offensives aériennes japonaises dans la région ouest de l'océan Pacifique sud.